# ئی!

تلویزیون سرگرمی ئی! (E! Entertainment Television) شبکهٔ تولید و پخش برنامه‌های سرگرمی است که به صورت اختصاصی به پخش جشنواره‌ها، مراسم دادن جایزهٔ هنری، مراسم فرش قرمز و زندگی ستارگان و افراد معروف می‌پردازد. در حقیقت منبع بسیاری از تصویر و خبرهایی که دربارهٔ ستارگان سینما و موسیقی، در سایت‌ها، روزنامه‌ها و شبکه‌ها منتشر می‌شود همین شبکه‌است.
ئی! آنلاین!E یک شبکهٔ آمریکایی برپایهٔ کابل و ماهواره است و دارندهٔ آن شرکت ان‌بی‌سی یونیورسال است. این شبکهٔ آمریکایی دارای ۸۸ میلیون بیننده در سراسر آمریکا و ۶۰۰ میلیون خانهٔ زیر پوشش در سراسر جهان است. نام، نماد و شعار اصلی شبکه بر عبارت Everything Entertainment (هر چیز سرگرمی) است.